# Безродных, Григорий Михеевич
Григо́рий Михе́евич Безро́дных (1909—1941) — стрелок 4-й роты 2-го батальона 1075-го стрелкового полка 316-й стрелковой дивизии 16-й армии Западного фронта, красноармеец, Герой Советского Союза (1942).

## Биография
Родился в 1909 году в селе Урыв Коротоякского уезда Воронежской губернии (ныне — село Урыв-Покровка в Острогожском районе Воронежской области) в крестьянской семье Михея Михеевича Безродных. Украинец.
После окончания начальной школы работал кузнецом в колхозе в Алакольском районе (современная Алматинская область Казахстана).
В июле 1941 года Григорий Безродных был вновь призван в Красную Армию и отправлен на фронт. 16 ноября 1941 года у разъезда Дубосеково Волоколамского района Московской области в составе группы истребителей танков участвовал в отражении многочисленных атак противника, было уничтожено 18 вражеских танков. Это сражение вошло в историю как подвиг 28 героев-панфиловцев. В этом бою Григорий Безродных погиб. Похоронен в братской могиле у деревни Нелидово Волоколамского района Московской области.
Указом Президиума Верховного Совета СССР «О присвоении звания Героя Советского Союза начальствующему и рядовому составу Красной Армии» от 21 июля 1942 года за «образцовое выполнение боевых заданий командования на фронте борьбы с немецкими захватчиками и проявленные при этом отвагу и геройство» удостоен посмертно звания Героя Советского Союза.

## Награды
- Герой Советского Союза (21 июля 1942) — за образцовое выполнение боевых заданий Командования на фронте борьбы с немецкими захватчиками и проявленные при этом отвагу и геройство
- Орден Ленина (21 июля 1942) — за образцовое выполнение боевых заданий Командования на фронте борьбы с немецкими захватчиками и проявленные при этом отвагу и геройство

## Память
Именем Григория Безродных названы улица в городе Ушарал и Ушбулакская средняя школа Алакольского района (поселок Ушбулак, бывшее село Глиновка), на здании которой установлена мемориальная доска.
В 1966 году в Москве в честь панфиловцев была названа улица в районе Северное Тушино, где установлен монумент. В их честь в 1975 году также был сооружен мемориал в Дубосеково.
В деревне Нелидово (1,5 км от разъезда Дубосеково), установлен памятник и открыт Музей героев-панфиловцев.
В городе Алма-Ата, родном для панфиловцев, есть парк имени 28 гвардейцев-панфиловцев, в котором расположен монумент в их честь.
Упоминание о 28 «самых храбрых сынах» Москвы вошло также в песню «Дорогая моя столица», ныне являющуюся гимном Москвы.
В фильме Двадцать восемь панфиловцев Григория Безродных сыграл Сергей Агафонов.